# Paederotella daghestanica
Paederotella daghestanica là một loài thực vật có hoa trong họ Mã đề. Loài này được (Trautv.) Kem.-Nath. mô tả khoa học đầu tiên.